# Efter undergången
Efter undergången (engelska: Earth Abides) är en amerikansk dramaserie som hade premiär den 1 december 2024. Serien vars första säsong består av sex avsnitt är skapad av  Todd Komarnicki, och baserad på George R. Stewarts roman med samma namn.

## Handling
Ett dödligt virus utraderar stora delar av mänskligheten. De få som blir kvar tvingas kämpa för sin överlevnad och för att bygga upp samhället igen.

## Rollista (i urval)
- Alexander Ludwig - Isherwood
- Jessica Frances Dukes - Emma
- Aaron Tveit - Charlie
- Rodrigo Fernandez-Stoll - Jorge
- Elyse Levesque - Maurine
- Luisa D'Oliveira - Molly